# AN/SPS-48
AN/SPS-48 — американский корабельный радар трёхмерного обзора с фазированной антенной решёткой. Разработана компанией ITT Gilfillan, Inc. совместно с Automation Industries, Inc. (филиал Vitro Corp.) и Лабораторией прикладной физики Университета Джонса Хопкинса. Являлся ключевым элементом программы NTU по модернизации устаревшего электронного оборудования американских кораблей и предшественником радара AN/SPY-1 системы «Иджис».
Разработка радара началась в 1959 году, прототип испытан в 1965 году, первый серийный образец заступил на боевое дежурство (IOC) в 1966 году. Работы по усовершенствованию, модернизации и продлению срока эксплуатации ведутся с момента постановки радара на вооружение и по настоящее время.

## Установки на кораблях
- Авианосец «Энтерпрайз»
- Авианосцы типа «Нимиц»
- Универсальные десантные корабли типа «Тарава»
- Универсальные десантные корабли типа «Уосп»

## Фото
- CVN-65 «Энтерпрайз»
- CVN-65 «Энтерпрайз»
- CVN-65 «Энтерпрайз»
- LHD-7 «Иводзима»
- LHA-1 «Тарава»
- LHA-4 «Нассау»